# Lee Teng-hui

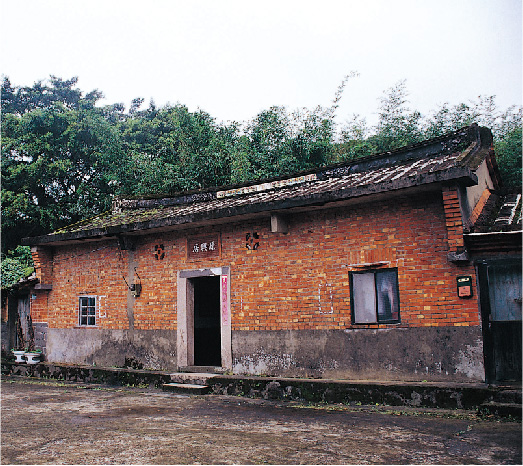
Sanzhiyuanxingju, o local de nascimento de Lee Teng-hui

Lee Teng-hui (15 de janeiro de 1923 — 30 de julho de 2020) foi um político de Taiwan que ocupou o cargo de presidente do país de 1988 até 2000, sendo às vezes chamado de "Pai da democracia de Taiwan".

## Biografia
Lee Teng-hui foi um estadista e economista taiwanês que serviu como o quarto presidente da República da China (Taiwan) sob a Constituição de 1947 e presidente do Kuomintang (KMT) de 1988 até 2000. Ele foi o primeiro presidente da República da China nascido em Taiwan e o primeiro a ser eleito diretamente. Durante sua presidência, Lee supervisionou o fim da lei marcial e a democratização total do ROC, defendeu o movimento de localização de Taiwan, e liderou uma política externa ambiciosa para ganhar aliados em todo o mundo. Apelidado de "Sr. Democracia", Lee foi creditado como o presidente que iniciou a transição de Taiwan para a era democrática.
Depois de deixar o cargo, ele permaneceu ativo na política de Taiwan. Lee foi considerado o "líder espiritual" da União de Solidariedade de Taiwan (TSU). Depois que Lee fez campanha para os candidatos do TSU nas eleições legislativas de Taiwan em 2001, ele foi expulso pelo KMT. Outras atividades nas quais Lee se envolveu incluem manter relações com o ex-presidente de Taiwan, Chen Shui-bian e com o Japão.
Lee morreu em 30 de julho de 2020, em Taipé de falência múltipla de órgãos e choque séptico.